# Palazzo Emilei Forti
Palazzo Emilei Forti, o più semplicemente palazzo Forti, è un edificio civile che si trova nel cuore del centro storico di Verona. Per molto tempo ha ospitato la Galleria d'arte moderna Achille Forti, ora invece è sede del museo AMO, dedicato all'opera lirica.

## Storia e descrizione

### Testimonianze di età romana
Durante gli scavi effettuati negli anni ottanta del Novecento, resisi necessari per proseguire con il consolidamento delle fondazioni del palazzo e per realizzazione di un ascensore, furono rinvenute diverse testimonianze di età romana. La scoperta più significativa fu il ritrovamento di una strada lastricata di epoca tardo-repubblicana (I secolo a.C.), un asse stradale secondario che tagliava in due l'isolato romano e collegava il decumano massimo con il primo decumano nord.
Fu inoltre ritrovata una domus edificata nel I secolo che rese inutilizzabile questa strada secondaria. Tale edificio dovette subire una ristrutturazione intorno al III-IV secolo e venne abbandonato definitivamente entro il V secolo.

### Il palazzo medioevale
Si presume che nell'area fosse presente tra la fine del XII e l’inizio del XIII secolo la famiglia dei Nascinguerra (e successivamente quella dei Castelbarco), a cui si dovrebbe la costruzione nei primi decenni del Duecento del palazzo medievale, in sostituzione delle preesistenti botteghe e laboratori. Il monumentale palazzo medievale, utilizzato della famiglia per esibire la raggiunta affermazione sociale, tra il 1249 e il 1254 fu scelto per il suo valore come dimora dal tiranno Ezzelino III da Romano.
Il cantiere si svolse in tempi piuttosto rapidi mediante la costruzione ex novo, in un'unica fase, dell'ala di rappresentanza, in buona parte rimessa in luce durante i restauri degli anni sessanta del Novecento, e poi con la costruzione di ulteriori unità edilizie e il recupero delle case-torri nelle immediate vicinanze, disposte attorno ad una corte chiusa. L'importanza del palazzo medievale è evidenziata dalla sua mole, che occupava circa metà isolato, e dall'utilizzo di materiali di pregio, come laterizio per il paramento e materiale lapideo per i pilastri e le ghiere d'arco.
L'elemento meglio conservato è la cosiddetta ala ezzeliniana, caratterizzata all'esterno da una triplice arcata che in profondità occupa l'intero fabbricato, contribuendo alla creazione di un loggiato aperto verso est che serviva a creare un collegamento protetto tra i due corpi laterali di questa parte del palazzo. Sopra le tre ampie arcate si trovano tre grandi finestre ad arco a tutto sesto, oggi tamponate, mentre all'interno del palazzo medievale il fulcro era la sala caminata, un ampio ambiente affrescato e con camino, che doveva essere correlato all'espletamento delle questioni più importanti dei residenti.

### Le modifiche quattro e seicentesche
La famiglia Emilei, di provenienza bresciana, tra il 1458 e il 1463 si trasferì nella contrada di Santa Cecilia e, in data incerta, entrò in possesso dell'immobile. Tuttavia era sicuramente già di proprietà quando, nel corso degli ultimi decenni del Quattrocento, intervenne nel rinnovamento architettonico del complesso medievale e, forse in concomitanza, proseguì con l'acquisto di ulteriori immobili nell'isolato.
Grazie agli ampliamenti il palazzo assunse una certa imponenza, tanto che le anagrafi del 1501 riportano residenti nell'edificio un numero consistente di esponenti della famiglia Emilei. Purtroppo non sono giunte fino a noi testimonianze sufficienti per descriverne l'aspetto, soprattutto a causa della profonda ristrutturazione che coinvolse l'intero stabile nella seconda metà del Settecento. Sicuramente il rinnovamento vide l'aggiunta di nuovi affreschi e, verosimilmente, portò alla realizzazione di un'architettura di particolare impatto. Di sicuro il progetto cercò di razionalizzare la superficie e di spostare il baricentro del complesso verso la strada pubblica per rispondere alle nascenti esigenze di rappresentatività urbana, visto che era ormai andata in disuso la pratica dell'affaccio verso corti chiuse.
Nella seconda metà del Seicento furono apportate ulteriori modifiche alla fabbrica, su progetto di Vincenzo Pellesina commissionato da Pietro Emilei, come si evince da un testamento redatto nel 1683, data in cui i lavori erano sicuramente già stati ultimati. Purtroppo non è possibile oggi verificare la portata dei miglioramenti eseguiti, sempre a causa della successiva ristrutturazione settecentesca che ne ha cancellato quasi ogni traccia, tuttavia è possibile immaginare, visto lo stile dell'architetto, una ridefinizione delle forme in chiave classicheggiante e neopalladiana.

### La trasformazione di fine Settecento

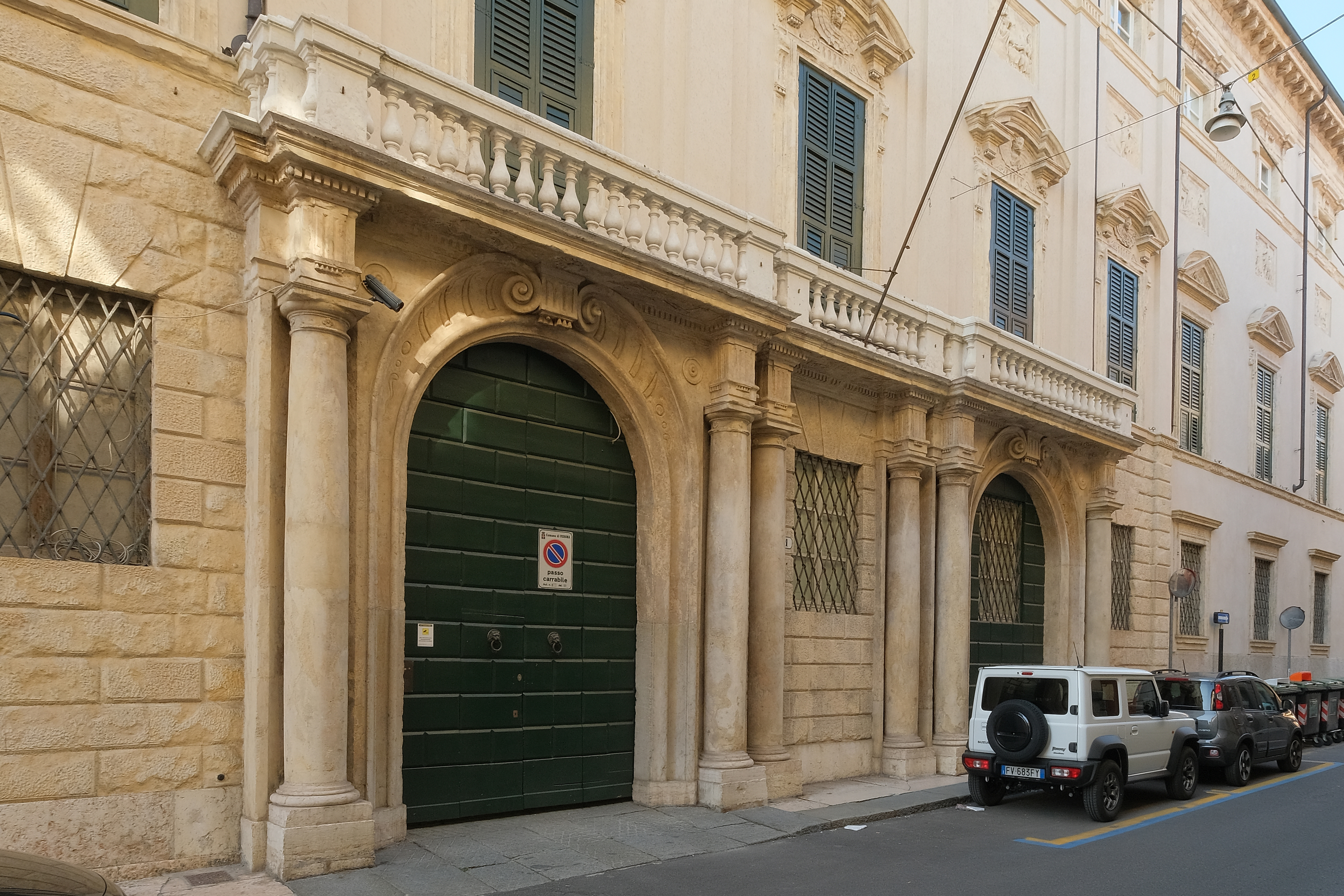
Il doppio portale d'accesso realizzato in occasione dei lavori di fine Settecento

Nella seconda metà del Settecento lo stabile era ormai bisognoso di lavori di rinnovamento, così il conte Pietro Emilei di Massimiliano decise di affidare all'architetto Ignazio Pellegrini, rientrato a Verona nel 1776, la progettazione e la direzione dei lavori che si tradussero alla fine in un vero e proprio rifacimento e ampliamento dello stabile, terminato nel 1780.
La facciata disegnata da Pellegrini, rispetto a quella odierna che occupa l'intero lato dell'isolato, era di dimensioni minori ma si imperniava già sul monumentale doppio ingresso, costituito da due arcate gemelle separate al centro dalla finestra, e sottolineato dal bugnato rustico, dalle colonne di ordine dorico aggettanti verso la strada e dal balcone di coronamento. Questa soluzione innovativa del doppio portale d'accesso si rese necessaria a causa della angustia della strada su cui il prospetto andava ad affacciarsi: chi percorreva la strada, trovando ripetuto l'imponente ed aggettante ingresso, non poteva che essere colpito e accorgersi della mole del palazzo che lo sovrastava.
La facciata nel suo insieme risultava perfettamente simmetrica e scansionata dalle eleganti e ampie finestre che sottolineano l'orizzontalità della fronte, mentre la divisione verticale è sottolineata da paraste di ordine gigante. Mentre l'aspetto dell'edificio nel suo insieme rimanda al neoclassicismo, gli ornamenti delle finestre rimandano invece alla decorazione barocca, anche locale. Gli spazi interni, la cui trasformazione fu comunque vincolata alle preesistenze, si compongono di una sequenza di sontuose stanze, saloni e camerini decorati.

### Gli interventi nell'Ottocento

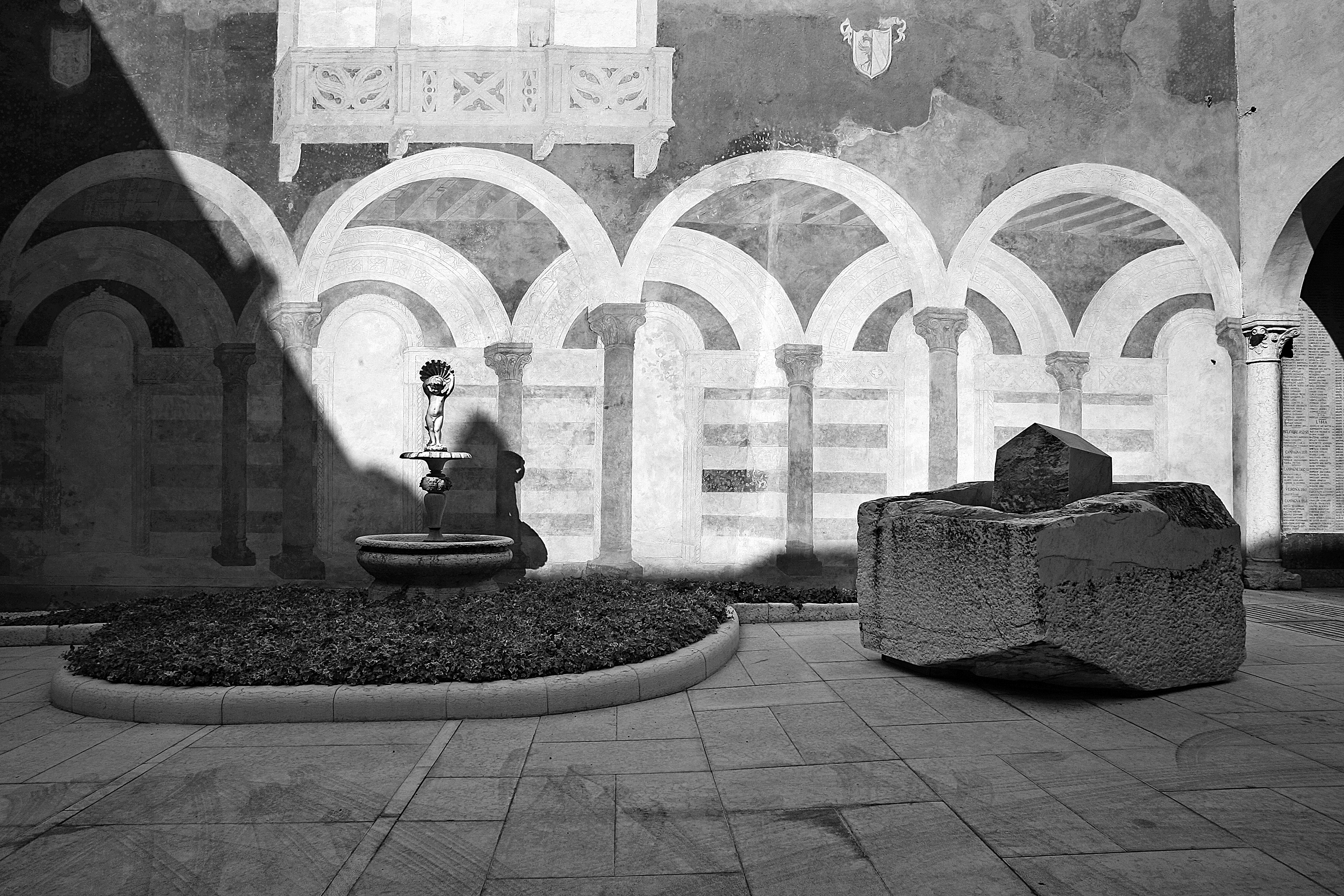
Il trompe-l'œil in stile neogotico realizzato nel cortile a metà Ottocento

Durante la campagna d'Italia, Napoleone Bonaparte ebbe modo di soggiornare nelle stanze di palazzo Emilei, che fu utilizzato come quartier generale all'inizio della sua ascesa. La famiglia era però di idee conservatrici, tanto che il sentimento antigiacobino di Francesco Emilei lo portò a distinguersi come uno dei capi dell'insurrezione antifrancese a Verona, conosciuta come Pasque veronesi. La rivolta fu però sedata e Francesco Emilei condannato a morte; dopo la sua esecuzione, nel maggio 1797, il palazzo venne addirittura saccheggiato dalle truppe napoleoniche.
Terminata questa parentesi complicata, Pietro Emilei rimase l'unico proprietario della dimora. Egli proseguì nell'acquisto di ulteriori immobili nell'isolato e ad apportare miglioramenti, specie tra il 1849 e il 1853, quando mise a disposizione il palazzo al feldmaresciallo Josef Radetzky, che lo destinò a sede governativa di rappresentanza e abitazione. Tra i lavori di sistemazione principali vi fu la realizzazione di una nuova terrazza con accesso dalla stanza privata di Radetzky (poi demolita), la trasformazione in scuderie degli ambienti prospicienti vicolo Due Mori e la realizzazione di un affresco in stile neogotico nel cortile, che crea un illusorio sfondamento prospettico.
Nel 1854 Radetzky si traferì a palazzo Carli e Pietro Emilei, che era stato internato a Salisburgo per attività antiaustriaca, fu costretto a vendere l'immobile a Israele Forti, ricco mercante ebreo originario di Sabbioneta che era dedito agli affari principalmente a Milano.
Israele Forti proseguì con l'acquisto di ulteriori lotti limitrofi, tanto che divenne proprietario dei tre quarti dell'isolato, ed entro il decennio procedette alla ristrutturazione del corpo di fabbrica posto all'angolo tra le via Massalongo e Achille Forti. Questo corpo risulta speculare, anche se più alto di un piano, rispetto a quello che insiste sull'angolo opposto, tra via Achille Forti e vicolo Due Mori: entrambi sono caratterizzati da un paramento bugnato al piano terra, interrotto da una cornice marcapiano su cui si poggiano grandi finestre con sculture al centro del timpano. Dalla documentazione a disposizione non è possibile capire se i due blocchi sono stati realizzati contemporaneamente o se quello prospiciente vicolo Due Mori risalga ai lavori di fine Settecento (e sia stato quindi d'ispirazione per l'intervento successivo). Si distingue invece il prospetto su via Massalongo, con tre portali ad arco al piano terra e due balconcini centrali.

### Interventi di restauro e musealizzazione nel Novecento

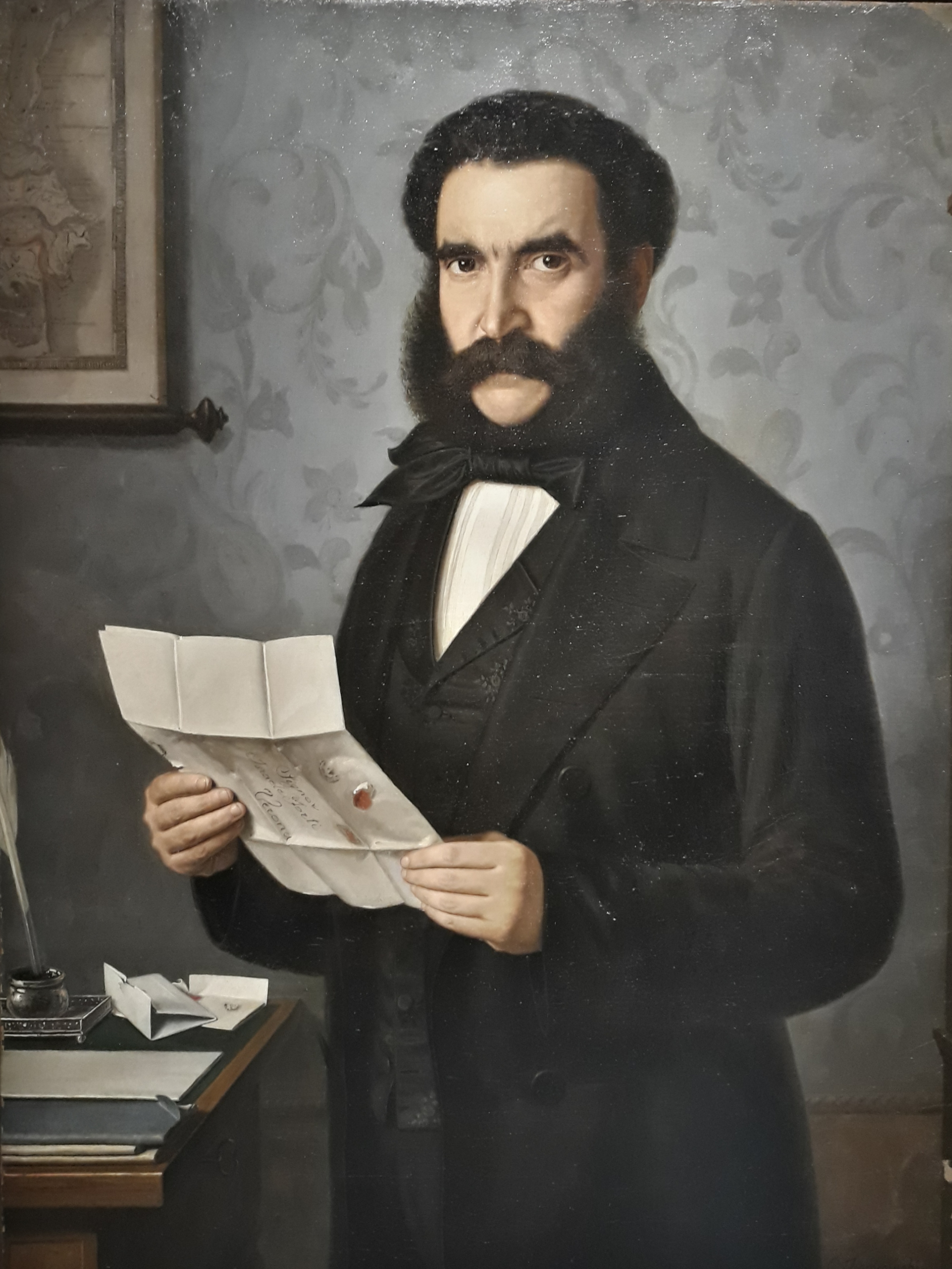
Ritratto di Achille Forti del 1854

Nel 1935 Achille Forti dispose nel suo testamento la cessione gratuita del palazzo e delle sue collezioni d'arte al Comune di Verona. Così nel giugno 1937, a soli quattro mesi dalla sua morte, l'ufficio tecnico comunale progettò la sistemazione museale del palazzo, che prevedeva l'inserimento della Galleria d'arte moderna Achille Forti al piano nobile (con 18 sale allestite del direttore dei musei civici Antonio Avena) e del museo del Risorgimento al piano terra (con 12 sale ordinate cronologicamente). Inaugurati in contemporanea il 5 dicembre 1938 alla presenza del ministro Giuseppe Bottai, la galleria d'arte era composta principalmente da opere lasciate in eredità da Achille Forti, che nel corso degli anni aveva acquistato numerose opere di autorevoli pittori del Novecento, e in parte provenienti da palazzo Pompei, che fu così finalmente destinato a museo di scienze naturali, e dal palazzo della Gran Guardia; il museo del Risorgimento fu invece voluto dal governo fascista che intendeva celebrare le glorie della Nazione.
Al termine della seconda guerra mondiale il museo del Risorgimento fu chiuso per dedicare gli spazi agli uffici del Comune, in quanto la sede di palazzo Barbieri era stata gravemente danneggiata. Il museo fu riaperto il 3 marzo 1953, centenario della morte del patriota Carlo Montanari, tuttavia non ebbe fortuna e per ragioni di sicurezza e scarsità di personale venne chiuso già nel 1957. Nel frattempo nel 1956 Licisco Magagnato sostituì Antonio Avena come direttore dei musei civici, avviando un'intensa stagione espositiva: delle novantina di esposizioni dedicate all'arte moderna e contemporanea, tuttavia, solo 14 si tennero in palazzo Emilei Forti, in quanto egli lo riteneva non idoneo quale sede di una galleria d'arte moderna.

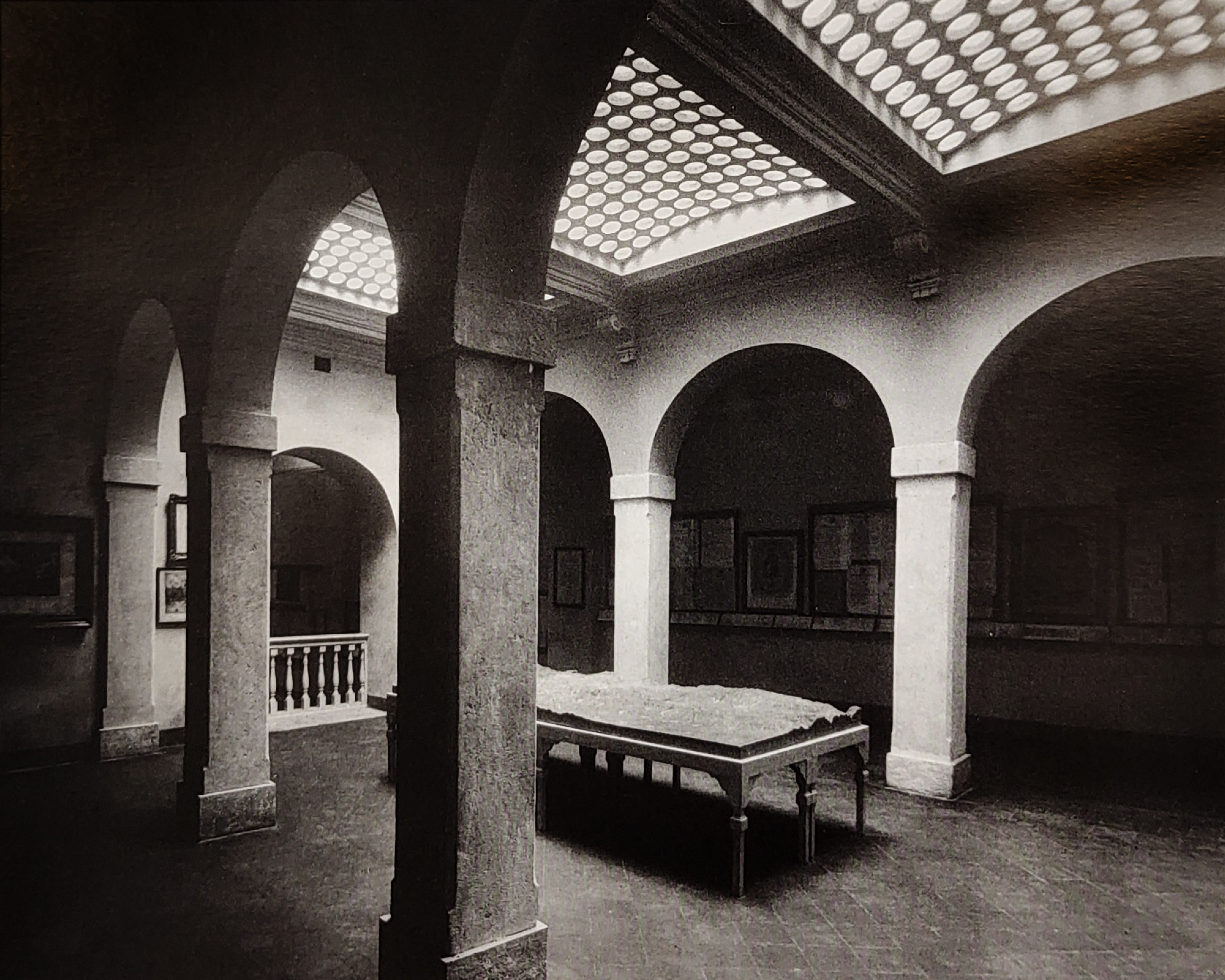
Il plastico del Quadrilatero in una delle sale dedicate al museo del Risorgimento

Negli anni sessanta vi furono alcuni primi lavori di restauro che riguardarono principalmente la restituzione della facciata medievale della cosiddetta ala ezzeliniana. Nel frattempo Magagnato riuscì a far riaprire il museo del Risorgimento in tempo per il centenario dell'annessione del Veneto all'Italia, il 16 ottobre 1966; tuttavia il disinteresse e la carenza di fondi nei suoi confronti non vennero meno, per cui negli anni settanta venne definitivamente chiuso.
Magagnato successivamente si interfacciò con l'architetto Libero Cecchini, che era stato incaricato dall'Amministrazione cittadina di progettare il recupero dell'isolato e a cui fu affidata nel 1989 la direzione dei lavori di restauro del complesso. Nel frattempo la collezione si andava ampliando grazie alle continue donazioni e alle opere acquistate dalla Cassa di Risparmio di Verona, tanto che negli anni ottanta la collezione era ormai costituita da un migliaio di pezzi. Nel 1982 venne scelto come nuovo consulente Giorgio Cortenova, che rilanciò la galleria con eventi che ebbero uno straordinario successo di pubblico, in particolare le mostre su Paul Klee nel 1992 e Vasilij Kandinskij nel 1993. In contemporanea proseguirono i restauri diretti da Cecchini, durante i quali furono scoperte numerose preesistenze edilizie.
Nel 2008 Giorgio Cortenova lasciò l'incarico di direttore della galleria e il palazzo fu venduto nel luglio 2010 alla Fondazione Cariverona, nonostante le azioni legali intraprese dal discende Augusto Forti. Nel 2014 la Galleria d'arte moderna Achille Forti fu infine trasferita definitivamente presso il prestigioso palazzo della Ragione, mentre gli ambienti di palazzo Emilei Forti furono destinati ad ospitare un museo dell'opera, AMO.